# Ludwig Biermann

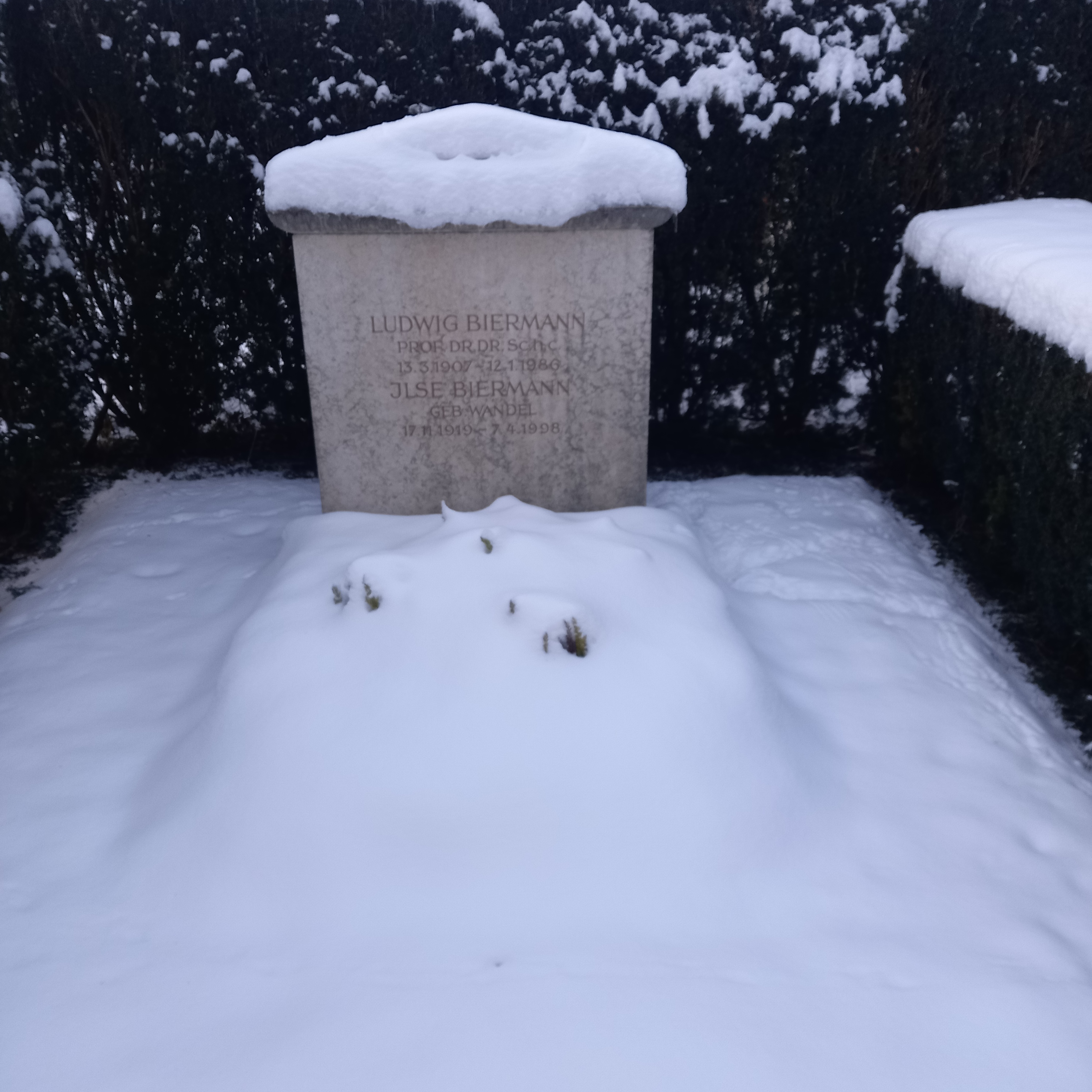
O túmulo do físico alemão Ludwig Biermann e sua esposa Ilse nee Wandel no Cemitério do Norte em Munique.

Ludwig Franz Benedict Biermann (Hamm, 13 de março de 1907 — Munique, 12 de janeiro de 1986) foi um astrônomo alemão.
Trabalhou com astrofísica e física do plasma. Previu a existência do vento solar.
Recebeu a Medalha Bruce de 1967 e a Medalha de Ouro da Royal Astronomical Society de 1974.
O asteroide 73640 Biermann foi batizado em sua homenagem.

## Prêmios
- Awarding of Bruce Medal
- Awarding of RAS gold medal